# Clavicoccus erinaceus
Clavicoccus erinaceus е изчезнал вид насекомо от семейство Pseudococcidae.

## Разпространение
Видът е бил ендемичен за Оаху, Хаваи.